# Luitenant-admiraal

Luitenant-admiraal is sinds de afschaffing van de rang admiraal in 1956 de hoogste rang bij de Koninklijke Marine in Nederland. Luitenant-admiraal is een vier-sterrenfunctie en komt overeen met generaal bij de landmacht en de luchtmacht. De vergelijkbare rang bij de Engelse en Amerikaanse marines is Admiral. Nederland is uniek in het gebruik van rang en titel van luitenant-admiraal.

## Geschiedenis
De naam luitenant-admiraal is eind van de 16e eeuw ontstaan vanuit een complex van gebeurtenissen. Dat begint met de beschuldiging van hoogverraad van de graaf van Horne in 1567 door Alva. Van Horne was toen admiraal der Nederlanden. Zoals bekend werd hij samen met van Egmont in 1568 onthoofd, wat mede als aanleiding wordt gezien voor de opstanden aan het begin van de Tachtigjarige Oorlog. Van Horne werd opgevolgd door de Spaansgezinde Maximiliaan graaf van Boussu. Deze leed in 1573 als admiraal(-generaal) van de Spaans-Nederlandse vloot een smadelijk nederlaag in de Slag op de Zuiderzee. Hij moest het afleggen tegen Cornelis Dirkszoon, die eigenlijk burgemeester was van Monnickendam, maar tijdelijk de functie van admiraal had; in de beginjaren van de Tachtigjarige Oorlog was admiraal geen feitelijke rang, maar een functie, die dus zeer succesvol kon worden ingevuld. Admiraal van Boussu werd door de watergeuzen gevangen gezet. Vanwege diens landverraad - in 1576 koos van Boussu overigens alsnog de kant van Willem van Oranje - werd de rang van admiraal (der Nederlanden) niet meer gebruikt. Hoewel de rang formeel dus niet bestaat, werd en wordt de hoogste functie bij de zeemacht respectievelijk Marine, in het spraakgebruik nog wel altijd (kortweg) met 'admiraal' aangeduid. 
Onder druk van de Tachtigjarige oorlog en mede door de totstandkoming van de Unie van Utrecht (1579) werden krachten gebundeld voor de oorlogsvoering ter zee. Er werden admiraliteiten opgericht; de eerste was in Zuid-Holland de admiraliteit van de Maeze in Rotterdam in 1575, snel gevolgd door de Noord-Hollandse admiraliteit in Amsterdam. Rotterdam had alle jaren van hun bestaan het meeste aanzien en genoot het voorrecht de hoogste operationeel commandant te leveren van de Staatse vloot. In 1597 werd formeel door de Staten-Generaal een samenwerkingsverband tussen de vijf Nederlandse admiraliteiten bekrachtigd: Rotterdam, Amsterdam, Zeeland, Friesland en het Noorderkwartier (West-Friesland). De admiraliteiten behielden autonomie, ook in het benoemen van hun eigen bevelhebbers in de rang van luitenant-admiraal en een meestal direct ondergeschikte viceadmiraal. Echter bij de admiraliteit van Amsterdam was deze laatste rang tot 1665 de hoogste. In dat jaar werd Michiel de Ruyter de eerste luitenant-admiraal in Amsterdam. Om zijn statuur te onderstrepen werd hij eind dat jaar ook benoemd tot luitenant-admiraal van de admiraliteit in Rotterdam. Vervolgens werd hij in 1673 door stadhouder Willem-III als eerste benoemd in de rang van luitenant-admiraal-generaal, ter onderscheid van de andere luitenant-admiraals. Cornelis Tromp, zoon van Maarten Harpertsz. Tromp, heeft als enige die rang later ook nog gedragen. Het schetst allemaal de ingewikkelde hiërarchische structurering rond het admiraalschap. In de Nederlanden waren gelijktijdig dus diverse luitenants-admiraal vanuit de diverse gewesten actief. De titel admiraal-generaal was weggelegd voor de stadhouder.
Al in het begin van de 17e eeuw was er door de Staten-Generaal een overkoepelende bevelhebber voor Holland en Friesland benoemd met de titel luitenant-admiraal. Die eer viel toe aan Jacob van Wassenaer Obdam senior (1574 – 1623). In 1602 werd hij - toen nog met de naam Jacob van Duvenvoorde - door de Staten-Generaal benoemd tot 'commandeur-generaal op de oorlogsschepen'. Na een overwinning op de Spanjaarden in 1603 kreeg hij de rang en titel van luitenant-admiraal van Holland. Zijn zoon Jacob junior (1610 - 1665) verwierf diezelfde rang in 1653 en stond zijn mannetje - te midden van grootheden als Maarten Harpertszoon Tromp, Witte de With en Michiel de Ruyter - in diverse grote zeeslagen, waaronder de Tweede Engels-Nederlandse Oorlog. De laatste luitenant-admiraal van de Republiek was Jan Hendrik van Kinsbergen, bevelvoerder o.a. tijdens de Vierde Engelse Oorlog.

## Vanaf de 20e eeuw
Tijdens de Tweede Wereldoorlog werd de bevelhebber der Zeestrijdkrachten, viceadmiraal J. Th. Furstner, benoemd tot minister van Marine in het oorlogskabinet in Londen en gelijktijdig in 1942 bevorderd tot luitenant-admiraal. Dat was de eerste benoeming in die rang sinds de 18e eeuw, tenminste als we Prins Hendrik (de Zeevaarder), jongste broer van Koning Willem III en zijn neefje Kroonprins Willem ("Wiwill"), oudste zoon van Koning Willem III die beiden deze rang droegen niet meetellen. Ook C.E.L. Helfrich, de commandant der Zeemacht in Nederlands-Indië kreeg die rang.
De chef-Defensiestaf, vroeger de hoogste militaire adviseur van de minister van Defensie, werd bij aantreden gewoonlijk bevorderd tot generaal of luitenant-admiraal indien hij uit de marine afkomstig was. Sinds de jaren vijftig is de rang nog vijfmaal gegeven aan een chef-Defensiestaf. Ook de Commandant der Strijdkrachten, voor zover afkomstig uit de marine, wordt bij aantreden bevorderd tot luitenant-admiraal.
In het vlaggenprotocol van de marine komt nog één hogere rang voor, die van admiraal. Nadat deze titel dus in 1573 was afgeschaft, werd deze in andere context - zonder wettelijke basis - in 1830 geherintroduceerd door Koning Willem I ten behoeve van zijn zoon Prins Frederik. De titel bleef enige tijd verbonden aan het koninklijk huis, maar werd in 1956 officieel afgeschaft. 

## Etymologie
De etymologische betekenis (vanuit het Frans) van het woord luitenant is 'plaatsvervanger'. In dit geval van de stadhouder die in de Republiek de titel van admiraal-generaal droeg en voorzitter was van de admiraliteitscolleges. Echter in de praktijk was de luitenant-admiraal de bevelhebber van de vloot. Dat de etymologie (vanuit het Duits) van stadhouder ook plaatsvervanger is, blijft hier buiten beschouwing.  
De term luitenant vond in de 16e eeuw ook ingang bij het landleger. In 1575 was Filips van Hohenlohe-Neuenstein de eerste luitenant-generaal ter velde onder Willem van Oranje. Nederland speelde als zeemacht ook taalkundig een voortrekkersrol. Net als andere Nederlandse marine-uitvindingen zoals het vuren en zeilen in linie, het opereren in drie afzonderlijke eskaders en het aanstellen van mariniers, werd ook de aanduiding van de rang luitenant, door bijna alle landen gekopieerd voor zeestrijd- en landstrijdkrachten. Rangen zoals luitenant-generaal en luitenant-kolonel kennen we (inter)nationaal nog altijd. De oorspronkelijk betekenis van het begrip luitenant is verloren gegaan.
Enigszins strijdig met deze etymologische verklaring is, dat de plaatsvervangend (driesterren) admiraal in de meeste marines, net zoals bij de Koninklijke Marine, de rang van viceadmiraal draagt (vice-admiral, vice-amiral of Vizeadmiral draagt.  Alleen in Nederland bestaat de rang van luitenant-admiraal. Vrijwel alle andere zeemachten gebruiken voor de viersterren opperbevelhebber de rang admiraal-admiral-amiral, een term waarvan Nederland dus om historische en anekdotische redenen afscheid heeft genomen.  